# خوسيه هيريرا (لاعب كرة قاعدة)
خوسيه هيريرا (بالإنجليزية: José Herrera)‏ هو لاعب كرة قاعدة دومينيكاوي، ولد في 30 أغسطس 1972 في سانتو دومينغو في جمهورية الدومينيكان.

## وصلات خارجية
- خوسيه هيريرا على موقعبيزبول رفرنس.كوم (الدوري الرئيسي) (الإنجليزية)
- خوسيه هيريرا على موقعبيزبول رفرنس.كوم (الدوري الثانوي) (الإنجليزية)